# Wierna rzeka (powieść)
Wierna rzeka – powieść Stefana Żeromskiego z 1912 roku, której akcja rozgrywa się w czasie powstania styczniowego.
Utwór opowiada dzieje miłości młodej szlachcianki Salomei Brynickiej i rannego w bitwie pod Małogoszczem powstańca, księcia Józefa Odrowąża. Fabuła powieści rozgrywa się od 25 lutego do czerwca 1863 roku, w czasie trwania powstania styczniowego, w większości w dworze Niezdoły nad rzeką Łośną w regionie świętokrzyskim. Opisane w powieści miejsca, osoby i historia miały rzeczywisty pierwowzór.
Powieść jest napisana prozą poetycką i zaliczana jest do literatury modernistycznej okresu Młodej Polski.

## Tytuł

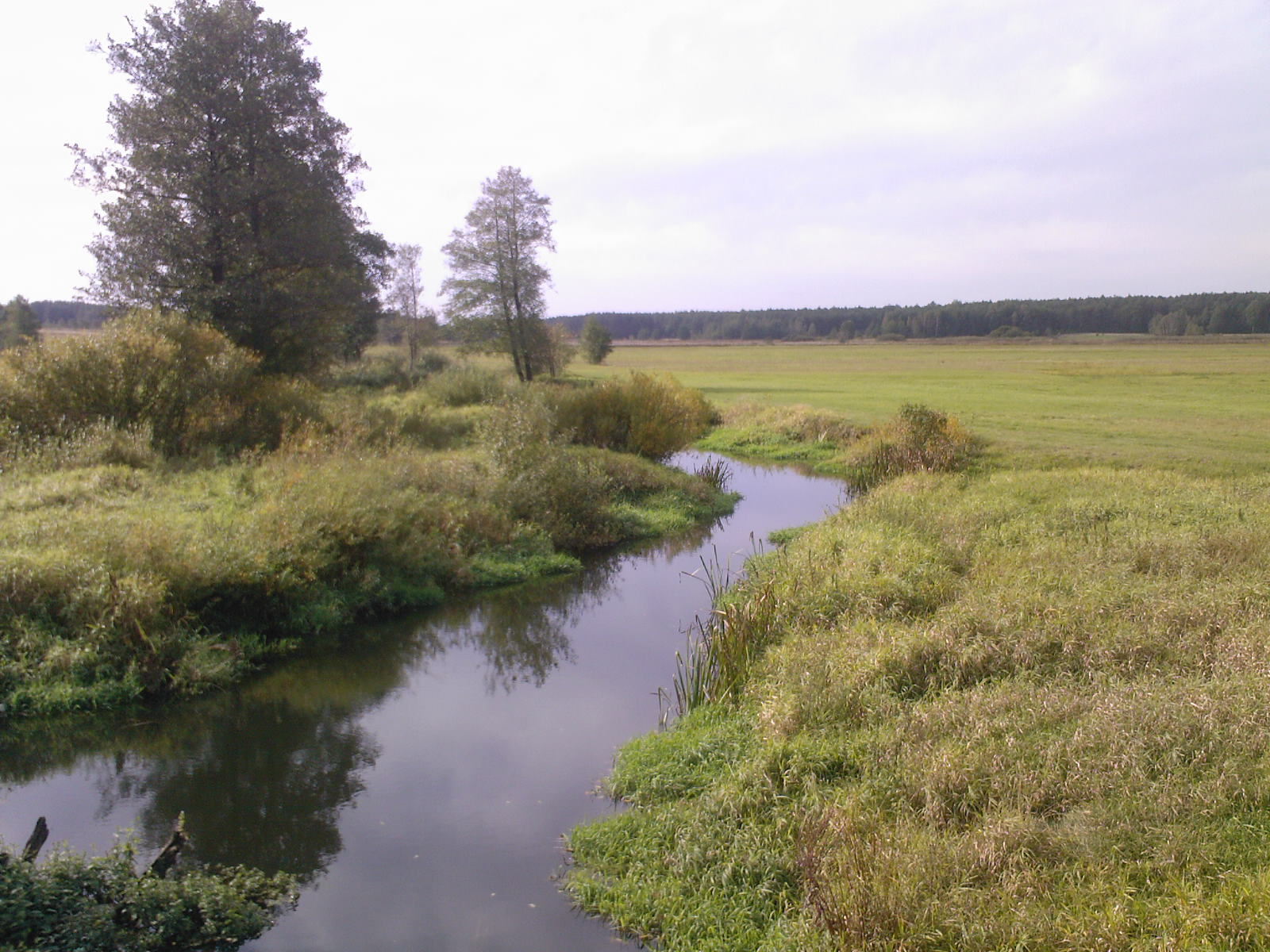
Łośna

Tytułowa rzeka to Łośna (lub Łososina, dziś Wierna Rzeka), nad którą stoi dwór i która pojawia się w najważniejszych momentach powieści. Jest "wierną" rzeką, ponieważ staje się pomocą w najbardziej dramatycznych dla bohaterów momentach i ponieważ potrafi zachować ich najgłębsze tajemnice. Rzeka ratuje uciekającego powstańca, głównego bohatera powieści, i obmywa jego rany. Skutecznie uniemożliwia przechwycenie przez Moskali tajnych planów i listy nazwisk powstańców, które przewoził schwytany w pułapkę komisarz Rządu Narodowego. I w końcu jej powierza Salomea, główna bohaterka, pieniądze otrzymane w zamian za utraconą miłość. Autor nadaje wówczas rzece cech wiernego i empatycznego przyjaciela.
Powieść opatrzył Żeromski podtytułem „Klechda”, potem (w czwartym wydaniu z roku 1925) zmienił podtytuł na „Klechda domowa”. Uznając Wierną rzekę za klechdę „domową”, pisarz podkreślał jej osobisty i intymny rodowód, bliski związek opowieści z jego własnymi rodzinnymi, „domowymi” doświadczeniami i tradycjami.

## Geneza i źródła powieści

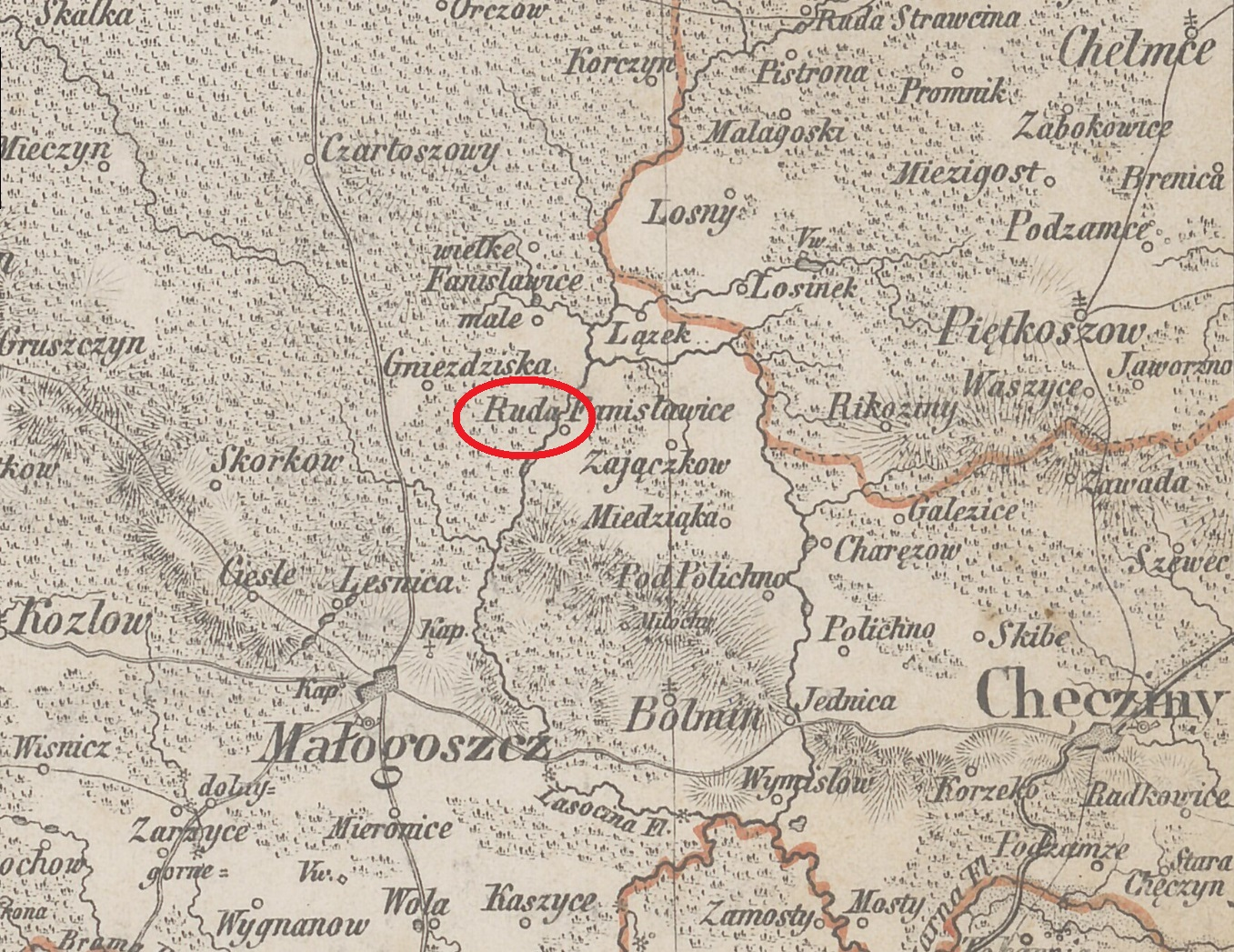
Lokalizacja folwarku Ruda Zajączkowska (powieściowe Niezdoły), fragment mapy z połowy XIX wieku.

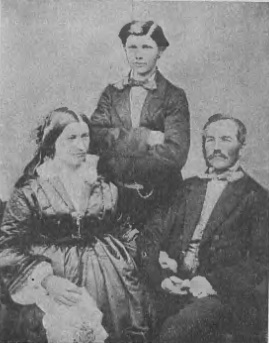
Jan i Józefata z Żeromskich Sascy z Rudy (pierwowzór państwa Rudeckich z Niezdołów)

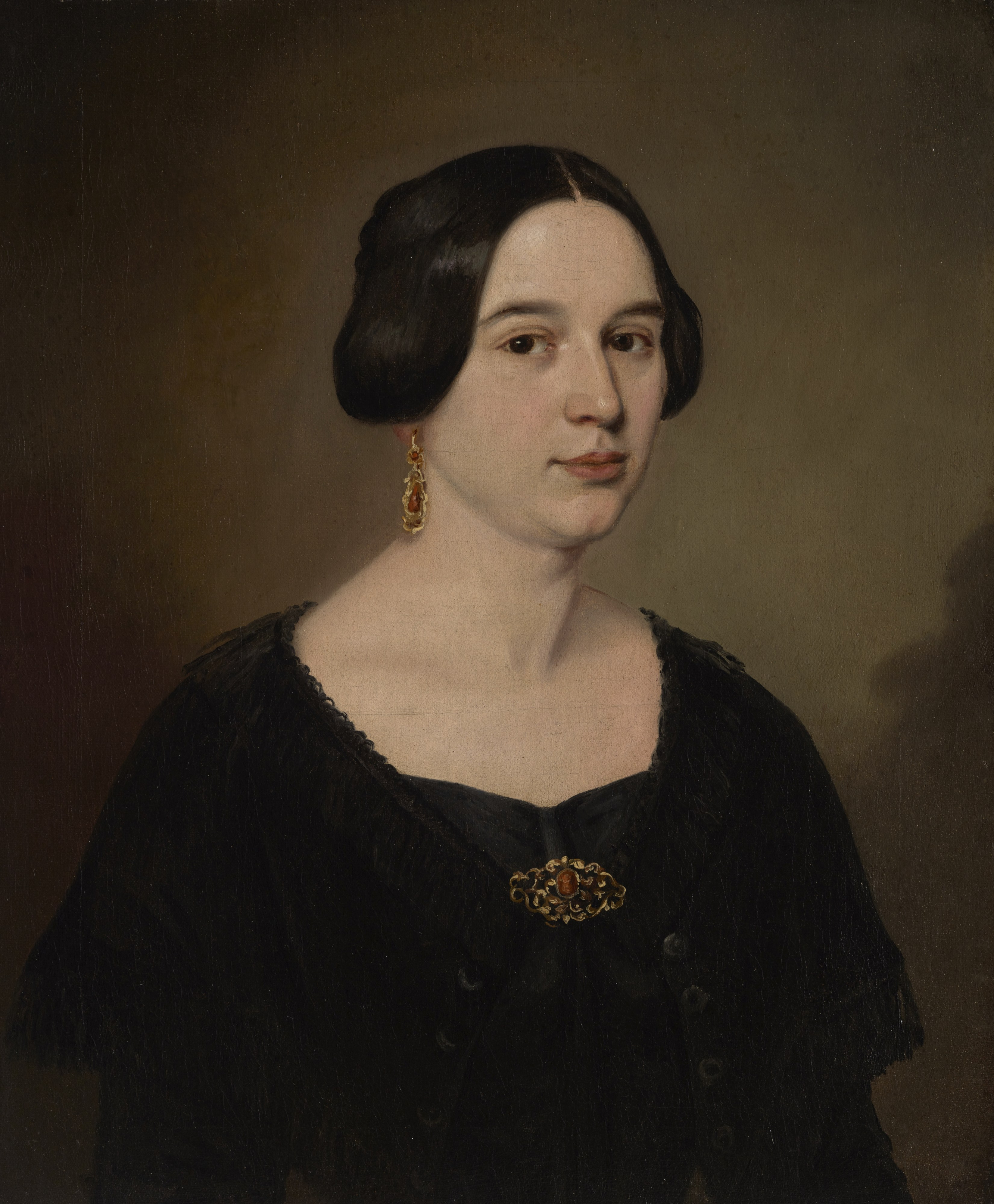
Felicja z Lewkowiczów księżna Połubińska (pierwowzór księżnej Odrowążowej)

Wierna rzeka jest jednym z szeregu utworów literackich poświęconych powstaniu styczniowemu, jakie ukazywały na początku XX wieku, zwłaszcza po wydarzeniach rewolucji 1905 roku. Pisarze, głównie należący do pokolenia Młodej Polski, zrywali z pozytywistyczną krytyką czynu zbrojnego, a raczej szukali głębszych przyczyn klęski i zwracali uwagę na martyrologię powstańców. Do utworów takich należały min. Echa leśne Żeromskiego (1905), Gloria victis Elizy Orzeszkowej (1910) i Ojcowie nasi Andrzeja Struga (1911). Podobne wątki, z mniejszym nasileniem, pojawiały się już we wcześniejszej literaturze, min. w Nad Niemnem Orzeszkowej (1888), Omyłce Bolesława Prusa (1888), nowelach Marii Konopnickiej z serii Powieści Sawy (1897) i przede wszystkim we wczesnej noweli Żeromskiego Rozdzióbią nas kruki, wrony... (1895).
Do poruszenia tematu 1863 roku zainspirowały Stefana Żeromskiego przeżycia i opowiadania jego krewnych, stąd podtytuł powieści "klechda domowa". Ojciec pisarza, Wincenty Żeromski, więziony był w Kielcach za pomoc powstańcom, a po uwolnieniu ukrywał się w majątku w Rudzie Zajączkowskiej nad Łośną u swojej siostry Józefaty i jej męża Jana Saskiego. Folwark rządowy w Rudzie był dzierżawiony przez Saskich i młody Żeromski często w nim przebywał.  To właśnie dwór Saskich w Rudzie stał się pierwowzorem powieściowych Niezdołów (dwór znajdował się na terenie dzisiejszej wsi Wierna Rzeka, wyodrębnionej z wsi Ruda Zajączkowska w 1975 roku), a sami Sascy zostali przedstawieni w utworze jako Rudeccy (nazwisko nadane od nazwy majątku). Jan rzeczywiście był więziony za pomoc powstańcom, a trzech jego synów walczyło w powstaniu, z których jeden, Gustaw, zginął w bitwie.
Bezpośrednim źródłem opisania historii Salomei i Odrowąża była opowieść ciotki pisarza Józefaty Saskiej o ukrywaniu we dworze w Rudzie Zajączkowskiej rannego powstańca-księcia i jego miłości do przebywającej tam krewnej. Pierwowzorem Salomei Brynickiej była Aniela Lubowiecka, córka Wojciecha i Izabelli z Olszowskich. Ojciec Anieli był ciotecznym bratem Jana Saskiego, więc Aniela była również kuzynką Stefana Żeromskiego. Pierwowzorem Józefa Odrowąża był zaś Jan Połubiński, jedyny syn księcia Michała (1815-1889), prezesa Izby Obrachunkowej w Warszawie i Felicji z Lewkowiczów (ur. ~1824). Połubińscy byli rodem książęcym. Ciężko ranny Jan Połubiński nazajutrz po bitwie pod Małogoszczem trafił do dworu w Rudzie. Przez wiele tygodni rannym opiekowała się Aniela oraz inni domownicy, a do usunięcia kuli sprowadzono lekarza z Kielc. Anieli pomagał rzeczywisty kucharz imieniem Szczepan. Po wielu miesiącach odnalazła go tam matka, księżna Felicja Połubińska. Według przekazów rodzinnych Anielę i Jana połączyło uczucie i planowali ślub. Jednak do tego nie doszło. Aniela zmarła tuż przed powrotem Jana z Warszawy. Po śmierci narzeczonej Jan podobno wyjechał do Francji.
W Archiwum Państwowym w Kielcach znajduje się raport z 28 lutego 1863 r., w którym zastępca wójta gminy Ruda nazwiskiem Lange donosi cywilnym władzom carskim o rannym powstańcu nazwiskiem Połubiński z Warszawy, którego przywieziono do Rudy i umieszczono w kuchni dworskiej, a którym opiekują się tamtejsze kobiety. Raport wspomina też o posłaniu po felczera. Dokumenty potwierdzają więc wersję "klechdy domowej" opisanej w powieści.
Literackie nazwisko głównej bohaterki pochodzi od pobliskiej Brynicy – majątku dziadków Stefana Żeromskiego, a jej imię mogło nawiązywać albo do Salomei z Bergu, żony Bolesława Krzywoustego, do której należał Małogoszcz, lub do Salomei Gruszczyńskiej, tytułowej bohaterki dramatu Juliusza Słowackiego Sen srebrny Salomei, która podobnie przeżywa nieszczęśliwą miłość. Zaś powieściowe nazwisko Józefa nawiązuje do możnego rodu Odrowążów, którego dawna siedziba znajdowała się w pobliskim Piekoszowie.
Powieść została napisana w 1911 roku w Paryżu, a wydana została w Krakowie w 1912 roku.
Wierna rzeka w zamyśle autora miała być także ostatnią częścią cyklu powieści historycznych, obrazujących dzieje polskie w XIX wieku na przykładzie dziejów rodu Olbromskich. Pierwszą częścią sagi są Popioły (1902-1904), które dotyczą okresu wojen napoleońskich, a których bohaterem jest Rafał Olbromski. Bezpośrednio potem pisarz pracował nad powieścią zatytułowaną Iskry, które opisywały losy Olbromskich, Rafała i jego syna Huberta, w pierwszych dekadach XIX wieku, zwłaszcza w trakcie powstania listopadowego. Rękopis powieści został jednak zarekwirowany przez carską żandarmerię i zaginął. Jedyny ocalały fragment Iskier ukazał się jako opowiadanie Wszystko i nic.  Wierna rzeka, w której Hubert Olbromski pojawia się jako komisarz powstańczego Rządu Narodowego, miała być ostatnim akcentem wielkiej panoramy historycznej, w której Żeromski zamierzał nakreślić obraz żywota duchowego Polski w XIX wieku, dzieje walk wolnościowych i przemian, jakie w trakcie tych walk dokonywały się w łonie społeczeństwa polskiego, zwłaszcza zaś – polskiej szlachty.

## Kompozycja i problematyka utworu
- Wypadki autentyczne w Wiernej rzece

Legenda rodzinna i miejscowa nie były głównym źródłem wiedzy Żeromskiego o powstaniu styczniowym. Z pewnością znał on wiele publikowanych prac o powstaniu styczniowym. Historyczne realia powstania ograniczają się prawie wyłącznie do bitwy pod Małogoszczem (24 II 1863 r.).
- Problematyka powieści

Prawie wszystkie wydarzenia historyczne są skupione w rozdziale pierwszym, będącym jakby wstępem powieści. W rozdziałach następnych informacje o rzeczywistych postaciach i wypadkach pojawiają się tylko wyjątkowo.
Dwór w Niezdołach, oddzielony od wsi i miasta, nie jest objęty ruchem powstańczym. Tylko od czasu do czasu pojawiają się we dworze oddziały rosyjskie lub grupy powstańców, tylko z rzadka dochodzą echa ważnych zdarzeń. Dwór w Niezdołach, typowy polski dwór średnioszlachecki, staje się przez tę swoją samotność – całym światem. Odbijają się tu wszystkie ważne problemy i konflikty polskiego życia w II połowie XIX wieku: stosunki społeczne i uprzedzenia klasowe, dążenia i prądy polityczne, postawy wobec niewoli i walki o wolność, wielkość i małość, największa ofiarność i zwykłe wygodnictwo. Dwór w Niezdołach i jego mieszkańcy przedstawiają w dramatycznym skrócie i zagęszczeniu – historię narodu żyjącego w niewoli i targanego silnymi napięciami wewnętrznymi, historię żywą i bliską, bo pisaną dla pokoleń ciągle żyjących pod zaborami.
W Wiernej rzece spotykają się: opowieść o polskim losie (zbudowana na tragicznych biografiach Odrowąża, Salomei Brynickiej i Huberta Olbromskiego) z analizą przyczyn słabości walk wyzwoleńczych, analizą dokonywaną przez prezentowanie postaci drugoplanowych i epizodycznych.
- Kompozycja

Tematem Wiernej rzeki są dzieje rannego powstańca, ukrywającego się i powracającego do zdrowia pod opieką młodej szlachcianki oraz historia miłości między rannym a jego opiekunką, miłości tragicznej, ponieważ zakończyła się ona wyjazdem ozdrowieńca i rozpaczą kobiety.
Żeromski najpierw opowiada o cierpieniach i niedolach rannego Odrowąża oraz jego opiekunki, nieustannie narażonych na różne niebezpieczeństwa i dopiero doprowadziwszy powstańca do zdrowia, złagodziwszy jego cierpienia i oddaliwszy nieco od niego groźbę pojmania i śmierci – mówi o narodzinach, rozwoju i dramatycznym zakończeniu miłości młodych.
Rozbicie powieści na część powstańczą i miłosną zakłóca i osłabia spójność akcji. Równocześnie pozwala też autorowi zachować jednorodność i czystość w motywacji postępków głównych postaci powieściowych. Żeromski buduje powieść w sposób prosty: relacjonuje w porządku chronologicznym dzieje pobytu Odrowąża w Niezdołach – od chwili przybycia do wyjazdu.

### Powstanie styczniowe wWiernej rzece

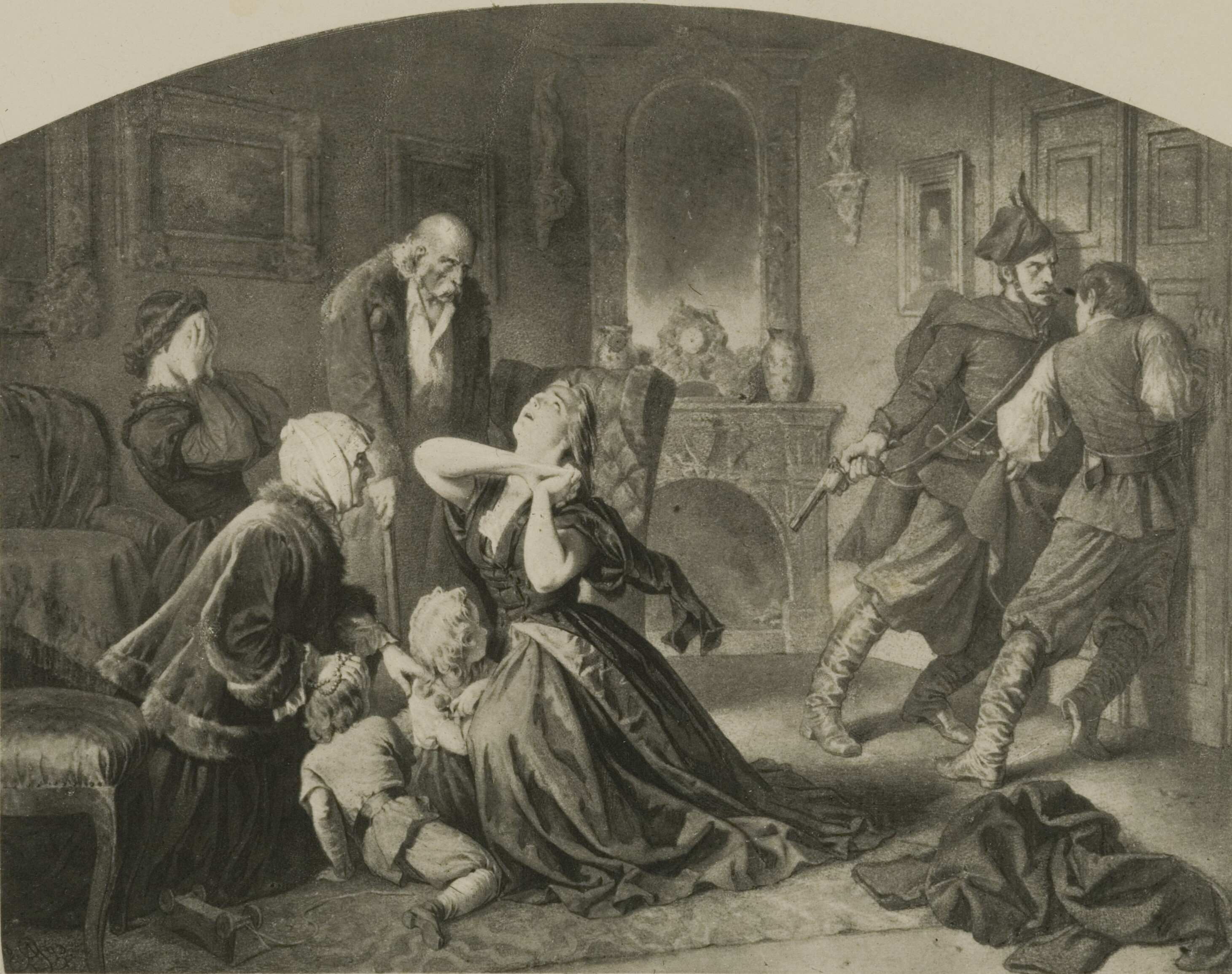
Artur Grottger, Obrona dworu, rycina z cyklu Polonia

O powstaniu dowiadujemy się głównie z dialogów prowadzonych przez postaci powieści, czego przykładem może być rozmowa między Salomeą i Hubertem Olbromskim, którzy oceniają powstanie z różnych perspektyw. Panna Salomea boi się o życie ojca i ukrywanego Odrowąża. Dla niej powstanie jest bezsensownym zrywem, które przynosi tylko same cierpienia. Hubert Olbromski wypowiada się na ten temat jako ideolog i polityk, który ocenia znaczenie powstania dla pokoleń, które dopiero nadejdą.

### Charakterystyka bohaterów
- Józef Odrowąż – młody książę, powstaniec, człowiek szlachetny i odważny wbrew woli bogatej rodziny wziął udział w powstaniu. Wykształcony w Paryżu i we Włoszech. Delikatny i wrażliwy, zakochuje się w swojej opiekunce – jest to jednak bardziej miłość z wdzięczności, Józef nie potrafi konsekwentnie trwać przy Salomei. Ulega matce, która wywozi go na kurację do Włoch, opuszcza pogrążoną w bólu i rozpaczy pannę Brynicką.
- Salomea Brynicka, zdrobniale Mija – dwudziestodwuletnia uboga szlachcianka, przebywająca na dworze wujostwa Rudeckich. Córka powstańca z 1830 i 1863 roku, wychowana w tradycjach patriotycznych, wierzy w ideę niepodległościowego zrywu. Odważna i pełna poświęcenia, prosta i szczera, bezinteresowną miłością obdarza młodego księcia. Dumna Polka, dziennie znosi upokorzenia ze strony rosyjskich żołnierzy. Dla uratowania życia ukochanego nie waha się przed żadnym niebezpiecznym czynem, do końca wierzy w miłość Odrowąża.
- Rudeccy – właściciele majątku w Niezdołach, wujostwo Salomei. Pan Paweł Rudecki trafił do więzienia a trzej synowie – Julian, Gustaw i Ksawery – zaangażowali się w działalność powstańczą. Po śmierci męża i dwóch synów pani Rudecka powraca do dworu i przywraca w majątku porządki. Często jest wspominany zmarły brat Pawła, Dominik, który rzekomo przychodzi jako duch (w rzeczywistości wydawały dźwięki pozostawione przez niego beczki i kadzie).
- Antoni Brynicki – ojciec Salomei, zarządca majątku w Niezdołach. Za udział w powstaniu listopadowym został zesłany na Sybir, powstaniec styczniowy; bardzo kocha córkę. Człowiek roztropny, wrażliwy – ostrzega księcia przed wyrządzeniem krzywdy córce. Bardzo dobry gospodarz Niezdołów. Chociaż widzi małe szanse powstania 1863 roku i nieuniknioną przegraną – przystępuje do walki.
- Szczepan Podkurek – mądry starzec, kucharz w Niezdołach, silny i odważny, opiekun Salomei. Niechętny powstańcom, nie kwapi się z niesieniem pomocy rannemu Odrowążowi. Posłuszny woli panienki dzielnie wspiera ją w walce o życie Józefa.
- księżna Odrowążowa – matka Józefa, kochająca syna nade wszystko. W nadopiekuńczy sposób przejmuje kontrolę nad życiem syna. Poświęca jego uczucie do Salomei dla pozycji społecznej.
- Wiesnicyn – oficer dragonów, Rosjanin, gorąco zakochany w Salomei, kiedyś wyznawca demokratycznych ideałów, teraz pogromca i kat polskich powstańców. Zabija Olbromskiego, ale wspaniałomyślnie daruje życie Odrowążowi.
- Ryfka – młoda (ma 14 lub 15 lat) córka żydowskiego karczmarza, towarzyszka zabaw dziecięcych Salomei, ostrzega dwór przed Moskalami, pomimo strachu pomaga Salomei w kradzieży koni.
- Kulewski – lekarz z miasta (domyślenie z Kielc), przeciwnik powstania, niechętny do pomocy, stary kawaler i kobieciarz.
- Hubert Olbromski – przywódca powstańczy, komisarz Rządu Narodowego, przewozi tajne dokumenty. Syn Rafała Olbromskiego (znanego z powieści Popioły), uczestnika wojen napoleońskich i konspiracji przed powstaniem listopadowym, zabitego przez chłopów w czasie rzezi galicyjskiej 1848. Hubert jest znajomym ojca Salomei. Wyjaśnia jej znaczenie rozgrywających się wydarzeń. Zyskuje jej sympatię i szacunek. Zaskoczony zasadzką dragonów Wiesnicyna ginie bohatersko, jednocześnie ratując dokumenty przed przechwyceniem przez Rosjan.
- chłopi z okolic Niezdołów – przeciwni powstaniu, niechętni do pomocy, donoszą do władz, nie utożsamiają się z Polską (w odróżnieniu od chłopów z okolic Świętej Katarzyny, gdzie walczy Brynicki)
- powstańcy z rozbitego oddziału Kurowskiego – wycieńczeni, wygłodniali, przemarznięci, rozbici na duchu. Skłonni do przemocy wobec swoich, byle zaspokoić głód.

## Fabuła

### Rozdział I
W lutym 1863 roku oddziały powstańców zmagały się z przerażającymi siłami wroga. W bitwie pod Małogoszczem brał udział książę Józef Odrowąż. Jego towarzysze walki ponieśli śmierć, on jeden cudem ocalał. Po odzyskaniu świadomości dotarło do niego, w jak strasznym znajduje się położeniu – miał poranione ramiona, biodra i głowę. Uszedł jednak z pola bitwy i ukrył się w lesie, z dala obserwując, jak jego towarzysze broni byli odzierani z odzieży, dobijani i wrzucani do wielkiego dołu – wspólnej mogiły. Książę pragnął jednak żyć, zaczął więc wędrówkę przed siebie w nadziei na ratunek. Bosy, wsparty na kosturze, przemierzał leśne głusze. Optymizmem napawał go widok wiejskich chat, które pojawiły się na horyzoncie. Na swojej drodze spotykał ludzi idących po wodę do rzeki. Początkowo ranny powstaniec wzbudzał w nich ciekawość, przez moment współczucie, ale w końcu agresję. Wieśniacy bowiem nieufnie patrzyli na rebelianta, przez którego mogli stracić majątek i życie. Tłum chwilę naradzał się nad losem uchodźcy. Zastanawiał się, czy wydać go Rosjanom, czy zabić na miejscu. Tymczasem powstaniec przeszedł przez dziurę w płocie i skierował się ku dworskim zabudowaniom, żegnany wyzwiskami i szyderstwami niezdecydowanej gawiedzi.
W kuchni natknął się na sędziwego kucharza Szczepana, który początkowo chciał wyrzucić nieproszonego gościa za drzwi. Z czasem jednak widok skrajnie wyczerpanego i ciężko rannego młodzieńca wzbudził w nim litość. Nakarmił go, obdarował zdezelowanymi chodakami, a następnie kazał się wynosić. Odrowąż ruszył w dalszą drogę, podążając wzdłuż dworu ku rzece. Nieopodal ganku napotkał młodą szlachciankę, Salomeę Brynicką, której wyjaśnił, kim jest i skąd przybywa. Litościwa panna zaoferowała mu pomoc, opatrzyła rany, nakarmiła i umieściła w swoim łóżku.

### Rozdział II
Odrowąż przespał cały dzień, a po przebudzeniu stwierdził, że jest pod bardzo troskliwą opieką młodej kobiety o imieniu Salomea, która zajmuje się nim, nie zważając na to, że za ukrywanie powstańca grozi jej śmierć. Kobieta wyjaśniła mu, że znajdują się w Niezdołach, majątku jej wujostwa, i jest ona obecnie jedyna mieszkanką dworu, a opiekę nad nią sprawuje stary, na poły głuchy sługa – Szczepan. Wuj Salomei, Paweł Rudecki, został aresztowany, a jego dwaj najstarsi synowie zginęli w powstaniu. Pani Rudecka zaś wyruszyła na poszukiwanie trzeciego syna. Ojciec opiekunki Odrowąża był rządcą w Niezdołach i także przyłączył się do wojsk powstańczych, natomiast jej matka zmarła, gdy Salomea miała zaledwie rok. We dworze często bywali powstańcy, dlatego niespodziewane najścia i rewizje rosyjskich żołnierzy nie należały do rzadkości. Część zabudowań gospodarczych została spalona, a dwór splądrowany.
Jedyną osobą z zewnątrz, utrzymującą kontakty z Salomeą, była Ryfka, młoda Żydówka, córka karczmarza, która nieraz już ostrzegała panienkę przed zbliżającymi się Rosjanami. Bardziej jednak niż wizyty obcych żołnierzy Brynicka bała się niespokojnego ducha zmarłego wuja Dominika. Był to starszy brat Pawła Rudeckiego, który wraz z nim po poprzednim powstaniu zarządzał majątkiem. Dominik zajmował się gorzelnią, tartakami, końmi, a młodszy brat gospodarstwem. Pomiędzy rodzeństwem często dochodziło do kłótni, których przyczyną była gorzelnia jakoby przynosząca straty, choć chodziły słuchy, że powodem być mogła zazdrość o żonę brata, w której Dominik kochał się wcześniej. Zdesperowany zlikwidował wreszcie deficytowe przedsięwzięcie, a wielkie kadzie i beczki kazał umieścić w swoim salonie. Stroniący od ludzi, zdziczał, aż wreszcie pewnego dnia zastrzelił się. Jego duch nigdy jednak na dobre nie opuścił dworu i zdarzało się, że przesuwał puste beczki, czyniąc sporo hałasu i strasząc domowników. Salomea opowiedziała historię Dominika Józefowi, wyznając jednocześnie, że w towarzystwie młodzieńca czuje się o wiele bezpieczniejsza, bo poczynania nieboszczyka przejmują ją większym strachem niż myśl o niespodziewanej wizycie Moskali.

### Rozdział III
W obawie przed rewizją Szczepan przygotował kryjówkę dla Józefa. Do tego celu doskonale nadawała się stara stodoła, gdzie sługa wydrążył w kupie siana ogromny otwór, rodzaj studni. Tymczasem Salomea coraz bardziej poświęcała się dla przybysza. Odstąpiła mu swój pokój, przenosząc się do zimnego, nieprzyjemnego salonu. Żyła przy tym cały czas w niepewności i obawie. Pewnej nocy obudziło ją pukanie do okna. To Ryfka przybiegła z ostrzeżeniem przed zbliżającymi się Moskalami. Z pomocą Szczepana udało się Salomei ukryć Odrowąża w przygotowanym schowku. Zatarła również wszelkie ślady jego bytności we dworze – ukryła pokrwawioną pościel i bandaże. Żołnierze, którzy przybyli po chwili, przesłuchali dziewczynę, wypytali o właścicieli dworu, o ojca i powstańca, którego rzekomo przyjęła. Informacje, jakich udzieliła im dziewczyna, nie zadowoliły sołdatów, przeszukali więc dwór. Dokładnie zrewidowali opuszczoną część domu i pozostałe pokoje. Podejrzenie ich wzbudziły ślady krwi na materacu. Wówczas dumna dziewczyna, nie bacząc na drwiny żołdaków, wyznała, że to ona sama poplamiła w nocy pościel. Przez cały ten czas pięknej pannie przyglądał się oficer, Wiesnicyn. Zwróciła ona jego uwagę już podczas pierwszej wizyty w Niezdołach. Kiedy zakończona rewizję, zmęczeni żołnierze przygotowali sobie nocleg w stodole, gdzie ukryto powstańca. Szczepan z przerażeniem oczekiwał najgorszego, wiedział bowiem, że nawet najcichszy odgłos może zdradzić kryjówkę Odrowąża.

### Rozdział IV
O świcie wojsko odmaszerowało, jednak czujny sługa, przeczuwając podstęp, długo jeszcze obserwował drogę do dworu. I faktycznie, w pewnej chwili na horyzoncie pojawiła się grupa jeźdźców. Okazało się, że oddziałem, który tak niespodziewanie powrócił, dowodził Wiesnicyn. Kiedy ponownie przetrząsano dwór, Moskal próbował nawiązać rozmowę z Salomeą. Dziewczyna jednak zlekceważyła go. Mimo dokładnego splądrowania domu nic nie znaleziono. Dopiero po kilku godzinach od wyjazdu wojska przyniesiono powstańca do pokoju. Salomea ponownie opatrzyła mu rany i umieściła w łóżku.

### Rozdział V
Kilka kolejnych dni minęło spokojnie, aż pewnej nocy pannę Miję obudził łomot do drzwi i okien. Był odmienny od ostrzegawczego pukania Ryfki. Przerażona dziewczyna i jej opiekun w ostatniej chwili zdążyli schować Odrowąża w jednej z kadzi w pokoju Dominika. Nieproszonymi gośćmi okazali się powstańcy. Byli głodni, zziębnięci, u kresu wytrzymałości fizycznej i psychicznej. Wiadomość, że w domu nie ma żadnego jedzenia, wywołała w nich agresję. Jeden ze zdesperowanych żołnierzy przystawił nawet lufę pistoletu do czoła gospodyni. Napiętą sytuację rozładował Szczepan, który, nie wiadomo skąd, przyniósł trochę ziemniaków oraz kaszy i przyrządził skromny posiłek.

### Rozdział VI
Powstaniec powoli wracał do zdrowia. Zabliźniły się rany czaszki, tylko postrzelone udo nie goiło się, powodując straszne cierpienia. Chory tracił świadomość, jęczał. Z tego powodu ukrywanie go w stodole stawało się coraz bardziej niebezpieczne. Pewnego razu został nawet usłyszany przez nocujących tam żołnierzy i niewiele brakowało, a budynek zostałby puszczony z dymem.
Skutecznej pomocy mógł udzielić rannemu tylko lekarz, który mieszkał w odległym mieście. Należało go sprowadzić jak najszybciej, potrzebny był więc jakiś środek lokomocji. Jedyna osobą, której Salomea mogła zaufać i poprosić o pomoc, była zaprzyjaźniona Żydówka. Nocą udała się więc do karczmy. Ku jej wielkiej radości okazało się, że w tamtejszej stajni przechowuje konie nieznajomy przybysz. Z wielkimi oporami Ryfka zgodziła się na pożyczenie zaprzęgu. Panna Brynicka nie bez lęku udała się w tak niebezpieczną podróż. Bardziej niż dzikich zwierząt i głuszy bała się wojskowych patroli, wybrała więc drogę przez las. Po dotarciu do miasta udała się do lekarza Kulewskiego, którego znała z wcześniejszych wizyt w Niezdołach. Początkowo chirurg nie chciał zgodzić się na taką wyprawę, ale stanowczość i uroda panny zrobiły swoje.
Niestety. Poświęcenie Salomei okazało się daremne. Medyk opatrzył wprawdzie głowę rannego, jednak nie zdołał bez znieczulenia usunąć kuli tkwiącej w jego udzie. Ponadto nie otrzymawszy zapłaty, stał się ten jurny starzec niezwykle natarczywym i „brutalnym poszukiwaczem swego honorarium”.

### Rozdział VII
Pewnej bezksiężycowej nocy do dworu przybył ojciec Salomei, Antoni Brynicki. Był to człowiek słusznego wzrostu, z siwymi wąsami, ubrany w futrzany kubrak. Jego strój i zachowanie wskazywały na to, że odbył długą i męczącą podróż. Na widok mężczyzny leżącego w łóżku córki ogarnął go ojcowski niepokój. Salomea jednak szybko wyjaśniła mu zaistniałą sytuację, opowiadając historię przybysza. Brynicki z niedowierzaniem wysłuchał informacji o stanie rannego i sam dokonał obdukcji. „(…) coś tam półgębkiem radził przykładać – a kuli szukać wciąż, tnąc miejsce naokoło rany”. Szczepanowi nakazał zaś szczególny dozór nad ukochaną córką. „Skoroby sama – dopust boski! Ale jakbyś wypatrzył, że ją na siłę lub sztuką chce brać (…), pal po łbie!” – instruował służącego. Instynktownie wyczuwał bowiem, że ze strony księcia może spotkać ją coś złego. Pokrzepił się, zmienił nędzne odzienie i rankiem odjechał.

### Rozdział VIII
W marcowy wieczór przed gankiem w Niezdołach stanęła bryczka, z której wysiadło dwóch nieznajomych. Starszy z nich nazywał się Hubert Olbromski i był komisarzem Rządu Narodowego. Mężczyźni szczegółowo wypytywali Salomeę o historię posiadłości, rodzinę i obecnych mieszkańców. Okazało się, że Olbromski dobrze zna ojca panny Brynickiej. Kiedy był małym chłopcem, sierotą (jego ojca zamordowali chłopi podczas rzezi galicyjskiej), mieszkał w internacie nieopodal koszar. Ojcowską miłość zaoferował mu wtedy młody żołnierz, Antoni Brynicki, który pokochał go jak własnego syna. Salomea podjęła gości skromnym poczęstunkiem i zaoferowała nocleg.
O świcie zjawili się Rosjanie. Odrowąża – jak zwykle – ukryto w wielkiej kadzi. Młodszemu przybyszowi udało się zbiec na skradzionym koniu, starszy nie zdążył. Nie znając okolicy, biegł przed siebie, a kiedy dotarł nad rzekę, która odcięła mu drogę ucieczki, stanął do walki. W skórzanej torbie, którą miał przy sobie, znajdowały się bardzo ważne dokumenty. Zawierały tajemnice rządu (mapy, sprawozdania) oraz nazwiska powstańców. Olbromski, mając świadomość, że gdy dostaną się w ręce wroga, los jego towarzyszy będzie przesądzony – wrzucił je do rzeki. Dragoni próbowali go obezwładnić, ale bronił się tak zaciekle, że zdołał śmiertelnie zranić kilku z nich. To rozwścieczyło napastników, którzy z furią natarli na niego i w okrutny sposób zabili: „Rozłupali mu ciosami czaszkę, aż trysnął mózg i wywalił się na trawę. Siekli ręce, piersi i żebra. Rąbali leżącemu brzuch, nogi – dopóki zeń nie wyciekła wszystka krew”. Pomimo wysiłków nie udało im się jednak odnaleźć bezcennej torby: „Nie wydała rzeka powierzonego sekretu”. Nie odnaleziono także zbiegłych mieszkańców dworu, którzy skryli się w pobliskich zaroślach.
Wiesnicyn, który zorganizował obławę, samotnie przeszukiwał dwór i zupełnie przypadkowo natrafił na ukrytego w salonie Odrowąża. Ranny nie chciał być aresztowany. Poprosił o wykonanie wyroku na miejscu. To wzbudziło litość Rosjanina. Wiedział również, że ratując mu życie, być może przypodoba się Salomei.

### Rozdział IX
Po odjeździe wojska Salomea zajęła się rannym Odrowążem. Szczepan zaś wykopał dół nad brzegiem rzeki i wbrew zakazowi Rosjan pochował Olbromskiego.

### Rozdział X
Zima miała się ku końcowi. Wraz z pierwszymi wiosennymi promieniami słońca polepszyły się nastroje mieszkańców Niezdołów. Powodów do radości dostarczał im stale poprawiający się stan zdrowia Józefa. W okolicy kolana utworzył mu się olbrzymi wrzód, który w końcu pękł, uwalniając ołowianą kulę. Od tego czasu młodzieniec potrafił już o własnych siłach chodzić i w razie potrzeby kryć się w bezpiecznym miejscu. Okazało się, że ludność z pobliskich wiosek wiedziała już o obcym przebywającym w niezdolskim dworze. Bardziej jednak niż denuncjacji panna Brynicka obawiała się teraz złej opinii. Wielką niezręcznością było bowiem dla niej mieszkanie pod jednym dachem z młodym mężczyzną.

### Rozdział XI
Życie zaczęło powoli wracać do normy. Wizyty Rosjan stawały się coraz rzadsze. Z czasem Salomea uświadomiła sobie, że kocha Józefa. Nie wiedziała tylko, czy mężczyzna obdarzony przez nią miłością odwzajemnia je uczucie. Pewnej nocy obudził ją hałas dolatujący z niezamieszkanej części domu. Przerażona pobiegła do sypialni Józefa. Wtedy właśnie została kochanką młodego Odrowąża.

### Rozdział XII
Któregoś dnia do dworu powróciła pani Rudecka ze swym bardzo chorym mężem, zwolnionym za kaucją z więzienia. Okazało się, że nie udało jej się odnaleźć syna. Podczas poszukiwania najbliższych widziała tyle zadziwiających i nienormalnych rzeczy, że nie zdziwił jej widok powstańca w alkierzu wychowanki.
Niestety książę ponownie podupadł na zdrowiu – odkąd pewnej mroźnej nocy musiał boso ukrywać się przed Rosjanami w pobliskich krzakach. Wezwany do Rudeckiego lekarz zbadał więc również Józefa – niestety, nie potrafił pomóc żadnemu z nich. Gospodarz umarł w trzy dni po przyjeździe do domu.

### Rozdział XIII
Rudecka przystąpiła do odbudowy zniszczonego gospodarstwa, nabyła nowy inwentarz, zatrudniła służbę. Z niecierpliwością oczekiwano powrotu rządcy majątku – Brynickiego. Tymczasem do dworu przybył wieśniak z lasów świętokrzyskich z wieścią o jego śmierci. Wręczył Salomei list od ojca, zawierający ostatnią jego wolę i słowa pożegnania. Przybysz zaskoczony był postawą okolicznego chłopstwa, które traktowało go jak wroga, nie zważając na to, że jest Polakiem. W jego stronach ludzie byli bardziej ufni, a przede wszystkim odróżniał ich głęboki patriotyzm i zaangażowanie w walki powstańcze.
Salomea popadła w głęboką rozpacz, a jednocześnie jej uczucie do Józefa stało się mocniejsze, ponieważ stał się on jedyną bliską jej osobą.

### Rozdział XIV
W połowie maja przed dworem zatrzymała się kareta, z której wysiadła dostojna kobieta. Była to matka Józefa, księżna Odrowążowa, która od kilku miesięcy bezskutecznie poszukiwała ukochanego jedynaka. Informacji o miejscu jego pobytu udzielił jej lekarz Kulewski. W obawie o stan zdrowia Józefa Salomea nie pozwoliła księżnej na spotkanie z synem. Mogła ona jedynie wpatrywać się w niego przez szparę w drzwiach.

### Rozdział XV
Od chwili przybycia księżnej życie w Niezdołach uległo radykalnej zmianie. Do majątku przybywali lekarze, do opieki nad rannym została wynajęta służba. Doceniono trud i poświęcenie starego kucharza – otrzymał on sakiewkę złotych monet. Pani Odrowążowa nadal jednak nie mogła widzieć się z synem. Odkąd od Salomei dowiedziała się o wszystkich perypetiach związanych z jego chorobą, obie kobiety stały się sobie bardzo bliskie. Salomea tymczasem stopniowo zaczęła przygotowywać Józefa na spotkanie z matką.

### Rozdział XVI
Kiedy stan księcia uległ poprawie, pozwolono mu spotkać się z matką. Po pewnym czasie Odrowążowa uznała, że dalsze przebywanie w Niezdołach jest bezcelowe. Wiedziała, że naraża mieszkańców dworu, chciała też zapewnić synowi lepsze warunki rekonwalescencji. Zauważyła również, że Józefa i Salomeę łączy głębokie uczucie. Co prawda czuła wdzięczność i szacunek dla dziewczyny, która uratowała życie jej syna, jednak nie potrafiła wyobrazić sobie, aby mógł on popełnić mezalians, żeniąc się z prostą szlachcianką. W miarę upływu czasu starała się umniejszyć wkład dziewczyny w uratowanie Józefa. Wreszcie podjęła radykalną decyzję: syn musi wyjechać za granicę. Wcześniej jednak musiała przeprowadzić z Salomeą decydującą rozmowę. Dziewczyna potwierdziła, że łączy ją z Józefem głębokie uczucie. Księżna namówiła więc ją do tego, aby przekonała Józefa do wyjazdu za granicę, nie chciała się jednak zgodzić, aby panna Brynicka towarzyszyła mu podczas podróży. Namacalnym dowodem matczynej wdzięczności za poświęcenie dla Józefa była sakiewka z pieniędzmi, którą wręczyła dziewczynie. Salomea poczuła się okropnie. Nie miała już złudzeń: zrozumiała, że nigdy nie będzie odpowiednia partią dla młodego księcia. Wtedy też zdecydowała, że nie przyzna się do tego, że jest w ciąży.

### Rozdział XVII
Nakłonienie księcia do wyjazdu okazało się nadzwyczaj proste. Matka okłamała go, że po zagranicznej kuracji wróci do kraju i znowu stanie do walki. Opowiedziała również, że słyszała o dowódcy, który tworzy nowe oddziały w Krakowie, co nie było prawdą. Tymczasem Salomea skrzętnie ukrywała swoje uczucia przed ukochanym. Przed wyjazdem oddała księżnej zachowaną na pamiątkę ołowianą kulę z rany Józefa. Kiedy nocą przyjechała kareta, nastąpiło rozstanie. Dziewczyna została sama – zrozpaczona i zupełnie załamana. Poszła nad rzekę i wrzuciła do wody wszystkie złote monety z sakiewki, którą otrzymała od księżnej. Potem długo błądziła po okolicznych łąkach, aż nieprzytomna padła na ścieżce prowadzącej z dworu nad rzekę. Rankiem znalazł ją tam Szczepan i zaniósł do domu.

## Rękopis
Biblioteka Narodowa dzięki dotacji Ministerstwa Kultury i Dziedzictwa Narodowego zakupiła 7 grudnia 2013 roku na aukcji warszawskiego Antykwariatu Lamus kompletny rękopis powieści Wierna rzeka. Klechda Stefana Żeromskiego.
Rękopis pochodzi z 1912 roku i zawiera 257 numerowanych kart, oprawny jest w półskórek z epoki. Karty w kratkę wraz z kartą tytułową zapisane są starannym pismem Żeromskiego. Pisarz wprowadził nieliczne skreślenia i poprawki. Na wyklejce rękopisu znajduje się pieczęć własnościowa wskazująca, iż rękopis Wiernej rzeki znajdował się w księgozbiorze ks. Józefa Niedzieli, działacza śląskiego, zamordowanego przez Niemców w Dachau w 1942 roku.
Jedyny dotychczas znany rękopis Wiernej rzeki, będący w posiadaniu autora powieści, a następnie jego córki, Moniki, został w 1950 roku wydobyty spod gruzów domu przy Rynku Starego Miasta 11 tak zbutwiały i spleśniały, że podjęto wówczas dramatyczną decyzję o komisyjnym spaleniu rękopisu. Na podstawie jego opisu możemy sądzić, iż był to brulion powieści, natomiast rękopis zakupiony przez Bibliotekę Narodową jest jej czystopisem, jednym z kilku zachowanych czystopisów utworów Stefana Żeromskiego. Od 2024 rękopis prezentowany jest na wystawie stałej w Pałacu Rzeczypospolitej.

## Ekranizacje powieści
- Rok 1863 – tytuł polskiego filmu niemego z 1922 r. w reż. Edwarda Puchalskiego
- Wierna rzeka – tytuł filmu polskiego z 1936 r. w reż. Leonarda Buczkowskiego
- Wierna rzeka – tytuł filmu polskiego z 1983 r. w reż. Tadeusza Chmielewskiego